# Phyllobrostis argillosa
Phyllobrostis argillosa är en fjärilsart som beskrevs av Edward Meyrick 1911. Phyllobrostis argillosa ingår i släktet Phyllobrostis och familjen rullvingemalar, Lyonetiidae. Inga underarter finns listade i Catalogue of Life.